# 波克羅夫卡 (尼古拉耶夫區)
波克羅夫卡（烏克蘭語：Покро́вка）是烏克蘭南部尼古拉耶夫州尼古拉耶夫區奧恰基夫市鎮内的村落。面積5.28平方公里，2001年人口229，人口密度每平方公里43.4人。俄罗斯入侵乌克兰期间，该地被俄罗斯占领。